# Burn (Ellie Goulding)
Burn is een nummer en single van de Britse singer-songwriter Ellie Goulding uit 2013.

## Hitnoteringen

### Nederlandse Top 40
| Hitnotering: 07-09-2013 t/m 07-12-2013 | Hitnotering: 07-09-2013 t/m 07-12-2013 | Hitnotering: 07-09-2013 t/m 07-12-2013 | Hitnotering: 07-09-2013 t/m 07-12-2013 | Hitnotering: 07-09-2013 t/m 07-12-2013 | Hitnotering: 07-09-2013 t/m 07-12-2013 | Hitnotering: 07-09-2013 t/m 07-12-2013 | Hitnotering: 07-09-2013 t/m 07-12-2013 | Hitnotering: 07-09-2013 t/m 07-12-2013 | Hitnotering: 07-09-2013 t/m 07-12-2013 | Hitnotering: 07-09-2013 t/m 07-12-2013 | Hitnotering: 07-09-2013 t/m 07-12-2013 | Hitnotering: 07-09-2013 t/m 07-12-2013 | Hitnotering: 07-09-2013 t/m 07-12-2013 | Hitnotering: 07-09-2013 t/m 07-12-2013 | Hitnotering: 07-09-2013 t/m 07-12-2013 |
| Week:                                  | 1                                      | 2                                      | 3                                      | 4                                      | 5                                      | 6                                      | 7                                      | 8                                      | 9                                      | 10                                     | 11                                     | 12                                     | 13                                     | 14                                     |                                        |
| -------------------------------------- | -------------------------------------- | -------------------------------------- | -------------------------------------- | -------------------------------------- | -------------------------------------- | -------------------------------------- | -------------------------------------- | -------------------------------------- | -------------------------------------- | -------------------------------------- | -------------------------------------- | -------------------------------------- | -------------------------------------- | -------------------------------------- | -------------------------------------- |
| Positie:                               | 16                                     | 12                                     | 12                                     | 13                                     | 9                                      | 8                                      | 7                                      | 7                                      | 9                                      | 13                                     | 18                                     | 26                                     | 31                                     | 40                                     | uit                                    |

### NederlandseSingle Top 100
| Hitnotering: (Week 1 t/m 28) 17-08-2013 t/m 22-02-2014 Hitnotering: (Week 29 t/m 35) 08-03-2014 t/m 19-04-2014 | Hitnotering: (Week 1 t/m 28) 17-08-2013 t/m 22-02-2014 Hitnotering: (Week 29 t/m 35) 08-03-2014 t/m 19-04-2014 | Hitnotering: (Week 1 t/m 28) 17-08-2013 t/m 22-02-2014 Hitnotering: (Week 29 t/m 35) 08-03-2014 t/m 19-04-2014 | Hitnotering: (Week 1 t/m 28) 17-08-2013 t/m 22-02-2014 Hitnotering: (Week 29 t/m 35) 08-03-2014 t/m 19-04-2014 | Hitnotering: (Week 1 t/m 28) 17-08-2013 t/m 22-02-2014 Hitnotering: (Week 29 t/m 35) 08-03-2014 t/m 19-04-2014 | Hitnotering: (Week 1 t/m 28) 17-08-2013 t/m 22-02-2014 Hitnotering: (Week 29 t/m 35) 08-03-2014 t/m 19-04-2014 | Hitnotering: (Week 1 t/m 28) 17-08-2013 t/m 22-02-2014 Hitnotering: (Week 29 t/m 35) 08-03-2014 t/m 19-04-2014 | Hitnotering: (Week 1 t/m 28) 17-08-2013 t/m 22-02-2014 Hitnotering: (Week 29 t/m 35) 08-03-2014 t/m 19-04-2014 | Hitnotering: (Week 1 t/m 28) 17-08-2013 t/m 22-02-2014 Hitnotering: (Week 29 t/m 35) 08-03-2014 t/m 19-04-2014 | Hitnotering: (Week 1 t/m 28) 17-08-2013 t/m 22-02-2014 Hitnotering: (Week 29 t/m 35) 08-03-2014 t/m 19-04-2014 | Hitnotering: (Week 1 t/m 28) 17-08-2013 t/m 22-02-2014 Hitnotering: (Week 29 t/m 35) 08-03-2014 t/m 19-04-2014 | Hitnotering: (Week 1 t/m 28) 17-08-2013 t/m 22-02-2014 Hitnotering: (Week 29 t/m 35) 08-03-2014 t/m 19-04-2014 | Hitnotering: (Week 1 t/m 28) 17-08-2013 t/m 22-02-2014 Hitnotering: (Week 29 t/m 35) 08-03-2014 t/m 19-04-2014 | Hitnotering: (Week 1 t/m 28) 17-08-2013 t/m 22-02-2014 Hitnotering: (Week 29 t/m 35) 08-03-2014 t/m 19-04-2014 | Hitnotering: (Week 1 t/m 28) 17-08-2013 t/m 22-02-2014 Hitnotering: (Week 29 t/m 35) 08-03-2014 t/m 19-04-2014 | Hitnotering: (Week 1 t/m 28) 17-08-2013 t/m 22-02-2014 Hitnotering: (Week 29 t/m 35) 08-03-2014 t/m 19-04-2014 | Hitnotering: (Week 1 t/m 28) 17-08-2013 t/m 22-02-2014 Hitnotering: (Week 29 t/m 35) 08-03-2014 t/m 19-04-2014 | Hitnotering: (Week 1 t/m 28) 17-08-2013 t/m 22-02-2014 Hitnotering: (Week 29 t/m 35) 08-03-2014 t/m 19-04-2014 | Hitnotering: (Week 1 t/m 28) 17-08-2013 t/m 22-02-2014 Hitnotering: (Week 29 t/m 35) 08-03-2014 t/m 19-04-2014 | Hitnotering: (Week 1 t/m 28) 17-08-2013 t/m 22-02-2014 Hitnotering: (Week 29 t/m 35) 08-03-2014 t/m 19-04-2014 |
| Week: | 1 | 2 | 3 | 4 | 5 | 6 | 7 | 8 | 9 | 10 | 11 | 12 | 13 | 14 | 15 | 16 | 17 | 18 | 19 |
| --- | --- | --- | --- | --- | --- | --- | --- | --- | --- | --- | --- | --- | --- | --- | --- | --- | --- | --- | --- |
| Positie: | 67 | 64 | 25 | 15 | 15 | 20 | 13 | 12 | 16 | 12 | 13 | 16 | 18 | 35 | 32 | 35 | 35 | 43 | 54 |
| Week: | 20 | 21 | 22 | 23 | 24 | 25 | 26 | 27 | 28 | | 29 | 30 | 31 | 32 | 33 | 34 | 35 | | |
| Positie: | 59 | 49 | 51 | 56 | 68 | 76 | 88 | 97 | 87 | uit | 97 | 92 | 90 | 87 | 98 | 95 | 99 | uit | |

### VlaamseUltratop 50
| Hitnotering: 03-08-2013 t/m 18-01-2014 | Hitnotering: 03-08-2013 t/m 18-01-2014 | Hitnotering: 03-08-2013 t/m 18-01-2014 | Hitnotering: 03-08-2013 t/m 18-01-2014 | Hitnotering: 03-08-2013 t/m 18-01-2014 | Hitnotering: 03-08-2013 t/m 18-01-2014 | Hitnotering: 03-08-2013 t/m 18-01-2014 | Hitnotering: 03-08-2013 t/m 18-01-2014 | Hitnotering: 03-08-2013 t/m 18-01-2014 | Hitnotering: 03-08-2013 t/m 18-01-2014 | Hitnotering: 03-08-2013 t/m 18-01-2014 | Hitnotering: 03-08-2013 t/m 18-01-2014 | Hitnotering: 03-08-2013 t/m 18-01-2014 | Hitnotering: 03-08-2013 t/m 18-01-2014 |
| Week:                                  | 1                                      | 2                                      | 3                                      | 4                                      | 5                                      | 6                                      | 7                                      | 8                                      | 9                                      | 10                                     | 11                                     | 12                                     | 13                                     |
| -------------------------------------- | -------------------------------------- | -------------------------------------- | -------------------------------------- | -------------------------------------- | -------------------------------------- | -------------------------------------- | -------------------------------------- | -------------------------------------- | -------------------------------------- | -------------------------------------- | -------------------------------------- | -------------------------------------- | -------------------------------------- |
| Positie:                               | 46                                     | 26                                     | 4                                      | 6                                      | 4                                      | 3                                      | 4                                      | 6                                      | 9                                      | 9                                      | 11                                     | 9                                      | 10                                     |
| Week:                                  | 14                                     | 15                                     | 16                                     | 17                                     | 18                                     | 19                                     | 20                                     | 21                                     | 22                                     | 23                                     | 24                                     | 25                                     |                                        |
| Positie:                               | 14                                     | 15                                     | 23                                     | 25                                     | 32                                     | 40                                     | 37                                     | 39                                     | 42                                     | 32                                     | 38                                     | 40                                     | uit                                    |